# Rhaphuma floresica
Rhaphuma floresica es una especie de insecto coleóptero de la familia Cerambycidae. La especie es endémica de la isla de Flores (Indonesia).
Mide unos 8,1 mm, estando activos los adultos en diciembre.